# Aspidelaps lubricus
Aspidelaps lubricus ou cobra-coral-do-cabo é uma espécie de cobras venenosas da família Elapidae, nativas do sul da África. São reconhecidas 3 subespécies.
| Subespécie             | Autoridade     | Nome comum            | Distribuição geográfica                                   |
| ---------------------- | -------------- | --------------------- | --------------------------------------------------------- |
| A. lubricus lubricus   | Laurenti, 1768 | Cobra-coral-do-cabo   | África do Sul (Província do Cabo, Estado Livre de Orange) |
| A. lubricus infuscatus | Mertens, 1954  | Cobra-coral-ocidental | Namíbia                                                   |
| A. lubricus cowlesi    | Bogert, 1940   | Cobra-coral-angolana  | Sul de Angola, norte da Namíbia                           |